# 三優監査法人
三優監査法人（さんゆうかんさほうじん、英語: BDO Sanyu & Co.）は、日本における準大手監査法人である。
世界第5位の会計事務所であるBDOインターナショナルと提携している。

## 概要
経営管理指導のコンサルティング業務を行っていた共同事務所を出発点とし、クライアントの要望により監査法人へ発展した。小規模ながら設立後間もなく四大都市圏全てに事務所を構え、盛んに全国展開を行った。また同時期に、アーサー・アンダーセンへのメンバー入りに伴って朝日監査法人がBDOインターナショナルと提携を解消。三優はこのタイミングでBDOとの提携合意を取り付けた。以来長らくBDOと提携しているが、2011年（平成23年）に東陽監査法人がメンバーファームへ加入し、三優との合弁会社を設立。BDOとしての国内規模は一時期Big 4に並ぶものとなった。しかしながら2018年（平成30年）6月末で提携を解消し、現在は再び単独提携の形に戻っている。
当法人の特徴は、現在までに一度も他法人の吸収合併といった組織再編を経ていないことである。個人事務所の集合体となりやすい監査法人において、発足時から単一の事務所として続いているのは大手・準大手法人の中では唯一である。また、大手・準大手法人の中では唯一学校法人監査を行っていない。
- 本部 - 東京都新宿区西新宿1-24-1　エステック情報ビル15階
- 名古屋事務所 - 名古屋市中村区名駅3-25-9　堀内ビルディング4階
- 大阪事務所 - 大阪市北区堂島浜1-4-16　アクア堂島NBFタワー14階
- 福岡事務所 - 福岡市中央区天神2-14-13　天神三井ビル8階
- 札幌事務所 - 北海道札幌市中央区大通西4-6-1　札幌大通西4ビル3階
- 人員 - 2025年7月1日現在 383名（うち社員50名、公認会計士職員147名）
- 被監査会社数 - 金商法クライアント75社を含む213社（2024年6月30日時点）

### 主な金商法監査クライアント
有価証券報告書より、最近の監査報酬上位10社を以下に示す。
| 順位 | 会社名                         | 業種       | 2024年度監査報酬 | 前身所属ならびに監査継続期間      |
| ---- | ------------------------------ | ---------- | ---------------- | --------------------------------- |
| 1    | U-NEXT HOLDINGS                | 情報・通信 | 1億2,300万円     | 2017年12月期以降（トーマツ→三優） |
| 2    | GENDA                          | サービス   | 1億900万円       | 2022年1月期以降（上場以来）       |
| 3    | エアトリ                       | サービス   | 9,700万円        | 2014年9月期以降（上場以来）       |
| 4    | FRONTEO                        | 情報・通信 | 9,216万円        | 2019年3月期以降（新日本→三優）    |
| 5    | 円谷フィールズホールディングス | 卸売       | 6,500万円        | 2001年3月期以降（上場以来）       |
| 5    | フォスター電機                 | 電気機器   | 6,500万円        | 2024年3月期以降（トーマツ→三優）  |
| 7    | エフティグループ               | 卸売       | 6,000万円        | 2009年3月期以降（トーマツ→三優）  |
| 8    | 日本エスコン                   | 不動産     | 5,100万円        | 1999年以降（上場以来）            |
| 9    | モンスターラボホールディングス | 情報・通信 | 4,772万円        | 2020年12月期以降（上場以来）      |
| 10   | 力の源ホールディングス         | 外食       | 4,600万円        | 2015年3月期以降（上場以来）       |
| 10   | 日本金属                       | 鉄鋼       | 4,600万円        | 2011年3月期以降（あずさ→三優）    |
| 10   | エルテス                       | 情報・通信 | 4,600万円        | 2015年2月期以降（上場以来）       |

- 他、主要な会社法単独監査クライアントとしてSAPジャパンなどがある。

## 沿革
- 1986年（昭和61年）10月 - 三優会計社設立（東京都千代田区）
- 1987年（昭和62年）7月 - 大阪事務所を設置
- 1990年（平成2年）12月 - 福岡事務所を設置
- 1995年（平成7年）5月 - 東京事務所を現在の場所に移転
- 1996年（平成8年）1月 - BDOインターナショナルに加盟
- 1996年（平成8年）4月 - 三優監査法人に名称変更
- 1996年（平成8年）7月 - 名古屋事務所を設置
- 2011年（平成23年）1月 - 東陽監査法人と合弁でBDOJapan株式会社を設立。
- 2015年（平成27年）7月 - 札幌事務所を設置
- 2018年（平成30年）7月 - 東陽監査法人がBDOとの提携を解消したため（クロウ・グローバルへ提携先変更）、三優監査法人のみがBDOの日本での提携先となる。